# Établissement public à caractère industriel et commercial en France
 (août 2022).
Si vous disposez d'ouvrages ou d'articles de référence ou si vous connaissez des sites web de qualité traitant du thème abordé ici, merci de compléter l'article en donnant les références utiles à sa vérifiabilité et en les liant à la section « Notes et références ».
Pour les articles homonymes, voir Établissement public, Établissement public à caractère industriel et commercial et EPIC.
Ne doit pas être confondu avec les EPCI.
En France, un établissement public à caractère industriel et commercial (ou EPIC) est une personne morale de droit public ayant pour but la gestion d'une activité de service public de nature industrielle et commerciale (bien qu’il puisse aussi assurer la gestion d’un service public administratif : il s’agit alors d’un établissement public Janus).
Il s'agit soit de créations pures, soit de nationalisations anciennes effectuées par souci d'efficacité et de contrôle de secteurs sensibles dont le bon fonctionnement est essentiel.
Les EPIC ont été créés pour faire face à un besoin qui, selon les partisans de l'interventionnisme économique, pourrait être assuré par une entreprise industrielle ou commerciale, mais qui, compte tenu des circonstances, ne peut pas être correctement effectué par une entreprise privée soumise à la concurrence.
Certains établissements publics exercent conjointement des missions de service public à caractère administratif et des missions de service public à caractère industriel et commercial. Si leur activité principale est industrielle et commerciale, ils sont généralement classés par la jurisprudence ou par les textes dans la catégorie des EPIC. Néanmoins, certaines règles des établissements publics à caractère administratif (EPA) s'appliquent aux services publics à caractère administratif qu'ils gèrent.

## Régime juridique

### Principe de la spécialité
L'activité de l'établissement est limitée au service public qu'il a pour mission de gérer (décision du Conseil d’État du 19 juin 1961). Ainsi, il ne peut pas employer ses biens et son patrimoine à d'autres activités, sauf si celles-ci concourent, même indirectement, au service public qui lui est confié. De même, il ne peut accepter que des dons correspondant à sa mission.

### Création
Une nouvelle catégorie d'établissement public ne peut être créée que par une loi ou par ordonnance donc par le Parlement (loi, art. 34), ou le gouvernement (ordonnance, art. 38).
S'il s'agit d'un établissement public entrant dans une catégorie existante, le gouvernement peut le créer au moyen d'un décret.

### Rattachement territorial
Les établissements publics sont rattachés à l'État ou à une collectivité territoriale de tutelle : une région, un département ou une commune. Il existe quelques établissements publics non rattachés. Les chambres de commerce et d'industrie, qui appartenaient à cette catégorie, ont depuis été qualifiées d'établissements publics de l'État autres qu'industriels et commerciaux par une décision du Conseil d'État du 13 janvier 1995 (CCI de la Vienne) et d'établissement public de l'État par une décision du Conseil Constitutionnel du 28 janvier 1999 (no 98-17 I).

### Organisation et patrimoine
La structure des organes est très variable, mais le personnel dirigeant est, en général, nommé. Le recrutement des autres catégories du personnel dépend des règles :
- du droit administratif, si l'activité est administrative ;
- du droit privé, si l'activité exercée est de nature industrielle ou commerciale.

Comme toute personne morale, l'établissement public possède des biens matériels. Ainsi, son autonomie se traduit essentiellement par l'existence d'un budget autonome, détaché du budget général de la collectivité territoriale dont il dépend.
Ce budget est alimenté par des ressources propres qui sont notamment constituées :
- des produits d'exploitations tirés du ou des services rendus contre rémunération ;
- des libéralités ;
- des emprunts.

Les personnels relèvent sauf exception du droit privé,.

### Contrôle de tutelle
Les établissements publics nationaux ou locaux sont soumis, de la part de l'État, à un contrôle strict et permanent en matière technique, budgétaire et d'opérations comptables. Les opérations comptables sont effectuées, sauf quelques rares exceptions, par des comptables publics. Les contrôles sont assurés par des commissaires du gouvernement et des contrôleurs d'État dans les conseils d'administration et par la Cour des comptes ou les Chambres régionales des comptes.

## Liste des EPIC

### Principaux
- L'Établissement public d'aménagement de la ville nouvelle de Sénart (EPA Sénart)
- L'Établissement public d'aménagement de Marne-la-Vallée (EpaMarne-EpaFrance)
- Les Établissements publics fonciers (EPF)
- L’Établissement public d'aménagement Paris-Saclay (EPAPS)
- L'Agence de l'environnement et de la maîtrise de l'énergie (ADEME)
- L'Agence française de développement (AFD)
- Grand Paris Aménagement (anciennement l'Agence foncière et technique de la région parisienne)
- L'Agence nationale pour la formation professionnelle des adultes à partir de 2016[2] (Afpa)
- L'Agence nationale pour la gestion des déchets radioactifs (ANDRA)
- L'Agence nationale pour la rénovation urbaine (ANRU)
- L'économat des armées (EdA)
- L'Institution de gestion sociale des armées (IGeSA)[3]
- L'Institut national de l'audiovisuel (INA)
- L'Institut national de la consommation (INC)
- L'Institut national de l'environnement industriel et des risques (INERIS)
- La Régie autonome des transports parisiens (RATP)
- La Régie des transports de Marseille (RTM)
- La Régie départementale des transports des Bouches-du-Rhône (RDT13)
- La Société des Grands Projets (SGP)
- La plupart des Ports autonomes qui sont des établissements mixtes, exploitant conjointement des services publics administratifs et des services publics industriels et commerciaux, mais sont gérés comme des EPIC
- Le Centre national d'études spatiales (CNES)
- Le Centre national de la Musique (CNM)
- Le Centre de coopération internationale en recherche agronomique pour le développement (CIRAD)
- Le Commissariat à l'énergie atomique et aux énergies alternatives (CEA)
- L'Institut français (l'agence française de coopération culturelle internationale)
- L'Institut français de recherche pour l'exploitation de la mer (IFREMER)
- Le Bureau de recherches géologiques et minières (BRGM)
- L'Office national des forêts (ONF)
- L'Office national d'études et de recherches aérospatiales (ONERA)
- Les Offices publics de l'habitat (OPH) qui regroupent les anciens OPAC et OPHLM
- Le Théâtre national de l'Opéra-Comique
- L'Opéra de Paris
- La Comédie-Française
- Le Théâtre national de la Colline
- Le Centre scientifique et technique du bâtiment (CSTB)
- IFP Energies nouvelles (nouvelle dénomination de l'Institut Français du Pétrole depuis 2010 (IFPEN))
- L'Union des groupements d'achats publics (UGAP)
- La Monnaie de Paris (1er janvier 2007)
- Le Laboratoire national de métrologie et d'essais (LNE)
- La Philharmonie de Paris
- Business France (agence pour l'internationalisation de l'économie française, fusion de l'AFII et d'Ubifrance)
- L'établissement public du Palais de la découverte et de la Cité des sciences et de l'industrie (EPPDCSI - Universcience)
- L'établissement public du parc et de la grande halle de la Villette (EPPGHV)
- La Cité de l'architecture et du patrimoine
- La Fémis
- La Réunion des musées nationaux (RMN) devenue la Réunion des Musées Nationaux - Grand Palais (RMN-GP)
- L'École nationale supérieure de création industrielle (ENSCI-Les Ateliers)
- Campus France
- Le domaine national de Chambord

### Les anciens EPIC
Ils sont devenus entreprise privée ou société anonyme à capital totalement ou partiellement public :
- Aéroports de Paris, devenue une société anonyme le 22 juillet 2005 sous l'appellation Groupe ADP ;
- l'Agence pour la diffusion de l'information technologique (ADIT), créée en 1992 et devenue une société anonyme en 2003 ;
- Électricité de France (EDF), devenue une société anonyme le 9 août 2004 ;
- Entreprise de recherches et d'activités pétrolières (ERAP), créée le 17 décembre 1965, dissout le 25 octobre 2010 ;
- Gaz de France (GDF), devenue une société anonyme le 9 août 2004 puis fusionnée avec Suez en juillet 2008 ;
- La Poste, devenue une société anonyme à capitaux publics en mars 2010 ;
- Société d'exploitation industrielle des tabacs et des allumettes (Seita), privatisée en 1995 puis renommée Altadis en 1999 ;
- Eau de Paris (aujourd'hui régie) ;
- TéléDiffusion de France (TDF) créé le 1er janvier 1975, devenu société anonyme le 1er juillet 1986 ;
- France Télécom (devenu Orange en 2013) : de la loi du 2 juillet 1990 à sa transformation en société anonyme en 1996, France Télécom a eu un statut qualifié par la loi d'« exploitant public », mais la Cour de cassation a jugé, le 22 février 1995, qu'il s'agissait d'un EPIC ;
- Réseau ferré de France (RFF) : créé le 13 février 1997 par scission de la Société nationale des chemins de fer français (SNCF) et a été réintégré à celle-ci, au sein de SNCF Réseau, le 1er janvier 2015 ;
- Charbonnages de France (CdF) : créé en 1946 et dissous en 2007 ;
- la Société nationale des chemins de fer français (SNCF), du 1er janvier 1983 au 31 décembre 2019. Société anonyme d'économie mixte du 1er janvier 1938 au 31 décembre 1982, devenue une société anonyme à capitaux publics le 1er janvier 2020 ;
- Expertise France, l'agence française d'expertise technique internationale (AFETI).